# Povratak (2003.)
Povratak (rus. Возвраще́ние) - umjetnički ruski film iz 2003., redateljski debi Andreja Zvjaginceva.

## Radnja
Film započinje kadrovima potonulog čamca.
Nedjelja. Grupa dječaka skače s tornja u vodu. Među njima su braća Andrej i Ivan. Svi skaču osim Ivana. On, ne želeći niti otići, niti skočiti, ostane sjediti na tornju, te po njega dolazi zabrinuta majka koja ga nagovori da siđe.
Ponedjeljak. Ivan dolazi igrati nogomet s dječacima s kojima je bio jučer, no oni ga nazivaju kukavicom zato što nije htio skočiti. Zbog toga između braće izbije tučnjava, nakon koje Ivan proganja Andreja do samog doma. Tamo se žale majci, no ona im govori da ne viču jer njihov otac spava. Braća su iznenađena. Ulaze da pogledaju usnulog oca, nakon čega Ivan pronalazi na tavanu obiteljsku fotografiju zbog kojoj su oni napokon uvjereni da je to doista njihov otac.
Obitelj sjeda za stol. Za stolom otac govori sinovima da će sutra krenuti na putovanje. Noću, uoči puta, braća razgovaraju o tome otkuda je došao njihov otac, te se u razgovoru prisjete da im je majka govorila da je njihov otac pilot. Andrej pretpostavlja da je na dopustu. Na Ivanovo pitanje otkuda je došao otac, majka ne daje odgovor.
Utorak. Braća s ocem putuju njegovim automobilom. Otac uči Ivana da ga zove "tata". Dolaze u grad tražeći mjesto gdje mogu nešto pojesti. Vidjevši da je kafić zatvoren, otac šalje Andreja da nađe drugi. Ne pričekavši Andreja odlazi s Ivanom. Pronalaze Andreja nakon tri sata, koji je, kako se ispostavilo, našao kafić. Otac grdi Andreja, a on se slaže s njegovim prigovorima. Ivan odbija jesti, no otac ga prisili. Kada završe s jelom, otac nalaže Andreju da plati, te mu ostavlja svoj novčanik. Nakon plaćanja, dječaci izlaze na ulicu, gdje im huligani otimaju novčanik. Andrej moli oca da se obračuna s huliganima, no on se ne žuri i odlazi u automobilu. Kasnije dolazi s jednim od huligana i predaje ga sinovima da se obračunaju s njim. Međutim, oni ne žele tući uvreditelja. Otac pita huligana za što će mu novac, a taj mu odgovara: "Htio sam žderati", nakon čega mu otac daje nešto novca i pušta ga. Zatim on govori sinovima da ima neki hitan posao i da mora otputovati, objašnjavajući im kako da se vrate kući. Uvrijeđen, Ivan ironično komentira da će ga sljedeći put vidjeti za dvanaest godina. Dječaci sjedaju u autobus, govoreći o tome kako otac ne mari za njih. Dolazi otac i govori im da izađu iz autobusa jer ima još tri dana koje namjerava provesti s njima. Društvo se zaustavlja u šumi gdje dječaci pecaju. Za vrijeme večere za vatrom oni raspravljaju o tome što učiniti s ulovljenom ribom; Andrej predlaže pripremiti riblju juhu, na što otac odgovara da ju on ne jede jer je se jednom prejeo, te odlazi. Prije sna dječaci pretresaju razgovor o ribi. Ivan pretpostavlja da otac laže i izražava nezadovoljstvo povodom toga kako je Andrej jako odan ocu. Sam mu ne vjeruje i smatra ga razbojnikom.
Srijeda. Ivan peca sam. Prilazi mu Andrej da mu kaže da idu dalje. U automobilu Ivan gunđa o tome da su mogli još malo pecati. Razdraženi otac ga izbacuje iz automobila na mostu i govori mu da peca, te odlazi. Ivan dugo stoji sam na mostu. Pada kiša, a Ivan je još uvijek sam. Začuje se automobil: otac i Andrej se vraćaju po njega. Srditi Ivan pita oca zašto se vratio. Na šumskom putu automobil utone u blato, te otac naređuje sinovima da nasijeku grana kako bi izvukli automobil. Za vrijeme sječe grana Ivan predlaže Andreju da mu kaže da ne žele nastaviti put, no on odbija. Andrej polaže grane pod kotače, no otac je nezadovoljan time kako radi, te ga udara. Nakon nekog vremena uspiju izvući automobil.
Četvrtak. Obala jezera. Otac govori da moraju doći do otoka. Popravljaju čamac na obali, otac na njega montira motor koji je nabavio ranije, te odlaze. Međutim, nakon nekog vremena motor se ugasi, te otac naređuje dječacima da veslaju. Ivan govori da više ne može veslati, te predlaže ocu da vesla, no taj ga ignorira. Dolaze na otok i odlaze spavati. Prije sna Ivan govori da će ubiti oca ako ga još jednom dodirne.
Petak. Ujutro Ivan uzima iz očevog šatora nož, a Andrej ga nagovara da ga vrati. Ivan odbija, govoreći da će ga uvijek imati uza se. Otac predlaže sinovima da pogledaju otok. Pronalaze promatračnicu s koje promatraju okolicu. Ivan odbija popeti se. Počinje kiša, svi se vraćaju u logor, gdje nakon jela otac odlazi, prethodno naređujući Ivanu da opere suđe. Perući suđe, Ivan baca u vodu zdjelicu oca. Otkrivši nestanak, otac govori da će naučiti Ivana da izradi zdjelicu iz breze, te odlazi u šumu. Ispod drvene kuće otkapa nekakav sanduk i skriva ga u čamcu. Zatim na njemu Ivan i Andrej odlaze u ribolov. Vidjevši to, otac im govori da se vrate za jedan sat. Braća se ne vrate na vrijeme, te ih na obali grdi zbog kašnjenja i počinje tući Andreja. Ivan izvadi nož i prijeti da će ubiti oca, no zatim ga baca i bježi, popevši se na promatračnicu. Otac i Andrej trče za njim. Ivan zatvara vratašca promatračnice i prijeti da će skočiti. Otac je primoran penjati se po daskama oplate promatračnice, no poklizne se i padne na zemlju. Andrej zaključuje da je otac mrtav. Dječaci odvlače njegovo tijelo do čamca.
Subota. Dječaci unose tijelo na čamac i idu nazad. Izmoždeni, tovare stvari u automobil, te odjednom Andrej, pogledavši čamac, vikne: "Tata!". Ispostavlja se da je čamac potonuo zajedno s tijelom. Dječaci sjedaju u automobil i otkriju fotografiju, nalik na njihovu pronađenu na tavanu, na kojoj oca više nema.
Film završava nizom crno-bijelih fotografija koje su napravili dječaci za vrijeme puta.

## Uloge
- Konstantin Lavronenko - otac
- Ivan Dobronravov - mlađi brat Ivan
- Vladimir Garin - stariji brat Andrej
- Natalja Vdovina - majka
- Galina Popova - baka
- Lazar Dubovik - huligan
- Ljubov Kazakova - djevojka u ogledalima
- Aleksej Suknovalov - organizator
- Andrej Sumin - muškarac u luci
- Jelizaveta Aleksandrova - konobarica

## Nagrade i nominacije
- 2003. - pet nagrada Venecijanskog filmskog festivala (sve su pripale Andreju Zvjagincevu):
  - Zlatni lav,
  - CinemAvvenire za najbolji prvi film,
  - nagrada Luigija de Laurentiisa,
  - nagrada SIGNIS,
  - nagrada Sergio Trasatti Award.
- 2003. - nagrada European Film za europsko otkriće godine (A. Zvjagincev)
- 2003. - tri nagrade filmskog festivala u Gijónu: posebna nagrada žirija (A. Zvjagincev), najbolji scenarij (V. Moisejenko, A. Novotockij), najbolji glumac (V. Garin, I. Dobronravov, K. Lavronenko)
- 2003. - nagrada Kingfisher za najbolji debi na filmskom festivalu u Ljubljani (A. Zvjagincev)
- 2003. - sudjelovanje u osnovnom programu natjecanja na filmskom festivalu u Locarnu
- 2003. - tri nagrade Zlatni ovan: za najbolji film, najbolji debi (A. Zvjagincev), najbolja fotografija (M. Kričman)
- 2003. - nagrada FIPRESCI na filmskom festivalu u Solunu (A. Zvjagincev)
- 2003. - dvije nagrade Zlatni orao: najbolji igrani film (D. Lesnevskij, A. Zvjagincev) i najbolja fotografija (M. Kričman)
- 2004. - nominacija za "Césara za najbolji strani film (A. Zvjagincev)
- 2004. - nominacija za Zlatni globus za najbolji film na stranom jeziku
- 2004. - nagrada za najbolji film na festivalu suvremenih filmova u Ciudad de Méxicu (A. Zvjagincev)
- 2004. - dvije nagrade Nika: najbolji igrani film (D. Lesnevskij, A. Zvjagincev) i najbolja fotografija (M. Kričman)
- 2004. - nagrada publike na filmskom festivalu u Tromsøu (A. Zvjagincev)
- 2004. - nagrada FIPRESCI na filmskom festivalu u Palm Springsu (A. Zvjagincev)
- 2005. - švedska nagrada Guldbagge za najbolji strani film (A. Zvjagincev)
- 2005. - nominacija za nizozemsku nagradu Bodil za najbolji neamerički film (A. Zvjagincev)

## Zanimljive činjenice
- Premijera filma u Rusiji održana je 16. listopada 2003., a svjetska 31. listopada iste godine.
- Mladi glumac Vladimir Garin utopio se nedugo prije premijere filma.
- 2004. izdana je knjiga fotografija Vladimira Mišukova "Возвращение / The Return".

## Recenzije
- Dubinskij, A, Vozvraščenije  Arhivirana inačica izvorne stranice od 20. travnja 2019. (Wayback Machine), Dnevnik Kino
- Dulenin, O., Vozvraščenije. Režissjor Andrej Zvjagincev, Žurnaljnyj zal
- Stišova, E., Na glubine, Iskusstvo kino, siječanj, 2004., br. 1
- Štefanova, I., Uspešnogo vozvaščenija!  Arhivirana inačica izvorne stranice od 17. listopada 2008. (Wayback Machine), Russkino.ru
- Kauschke, M., Debold, E., Reviving the Russian Soul, EnlightenNext Magazine, listopad-studeni 2007., br. 38
  - Reviving the Russian Soul  Arhivirana inačica izvorne stranice od 10. ožujka 2013. (Wayback Machine) (originalni tekst)
  - Oživljaja russkuju dušu  Arhivirana inačica izvorne stranice od 31. kolovoza 2009. (Wayback Machine) (prijevod na ruskom)